# Szyfr masoński
Szyfr masoński (zwany również szyfrem pigpen, szyfrem wolnomularskim, lub szyfrem „kółko i krzyżyk”) – geometryczny szyfr podstawieniowy, gdzie symbole wymienia się na litery umieszczone w odpowiednich figurach geometrycznych. Zazwyczaj klucz do szyfru podawany jest w polach kwadratowych, lub trójkątnych, w zależności od wariantu.

## Podstawowa wersja i jej warianty

W wersji podstawowej więcej liter znajduje się w kratkach, niż w iksach, w proporcji osiemnaście do ośmiu.

W szyfrze masońskim literom odpowiadają kształty figur liniowych w jakich się te litery znajdują. W podstawowej wersji pierwsze dwie części alfabetu umieszczone są w kratkach (lub siatkach w zależności od przyjętej nazwy) przypominających pole do gry „kółko i krzyżyk”, gdzie mieści się po dziewięć liter. Druga część dla odróżnienia, oznaczona jest dodatkowo kropkami. Z kolei pozostałe dwie części alfabetu ułożone są w ośmiu polach, gdzie skrzyżowane dwa odcinki tworzą dwie litery „X”. W każdym iksie są cztery litery. Czwarta część alfabetu analogicznie do trzeciej jest oznaczona kropkami i składa się z czterech pól. Każdy symbol w tej wersji szyfru masońskiego posiada kąt prosty. Podstawowa wersja nie uwzględnia polskich znaków. System „kratki, kratki, X, X” nie jest jedynym systemem. Innym zapisem jest układ „kratki, X, kratki, X”. Stosowany jest również system, gdzie występują tylko kratki. Jest on podzielony na trzy części, a w ostatniej zamiast kropek są umieszczone symbole „&”. Wedle jeszcze innego zapisu, w trzysiatkowym układzie, czyli bez iksów, ostatnia część posiada dwie kropki. W grze Assassin’s Creed II zastosowano formułę, według której litery nie są umieszczone alfabetycznie i są one ze sobą wymieszane w poszczególnych siatkach i iksach. I tak na przykład w pierwszej siatce alfabet układa się tam co drugą literę, czyli „A, C, G, I, K, M, O, Q”. W drugiej podobnie, czyli „B, D, F, H, J, L, N, P, R”. W wersji pochodzącej z Assassin’s Creed II podobnej zamiany dokonano w dwóch pozostałych polach, wyznaczonych iksem. Oprócz wymienionych istnieją także inne warianty podstawowej wersji szyfru pigpen. Ze względu na swoją prostotę, szyfr masoński często używany jest w książkach dla dzieci.

## Przykład
Poniższe zdanie wedle podstawowej wersji znaczy po angielsku „X” oznacza miejsce.

## Szyfr templariuszy
Poniższy wariant zwany jest szyfrem templariuszy, ponieważ był używany przez masoński zakon templariuszy. Ponadto niektóre z użytych symboli przypominają krzyż maltański. W tym rodzaju szyfru nie występują już kratki, ale figury liniowe złożone z dwóch odcinków o kątach ostrych, trójkąty i deltoidy. Literę N wyznacza „X” i stanowi ona środek alfabetu. Z podstawowej wersji zaczerpnięto tu kropki.

## Historia
Dokładnie pochodzenie szyfru masońskiego nie jest do końca znane, ale potwierdzone w źródłach przykłady jego wykorzystania sięgają co najmniej XVIII wieku. Odmiany tego szyfru były używane zarówno przez różokrzyżowców, jak i wolnomularzy, ale ci ostatni używali go tak często że od nich wziął swoją nazwę. Masoneria zaczęła używać szyfru na początku XVIII wieku, aby zachować w sekrecie swoje zapiski, obrzędy, oraz korespondencje prowadzone między przywódcami poszczególnych lóż. Szyfr pigpen można znaleźć również na nagrobkach wolnomularzy. Jeden z najwcześniejszych przykładów znajduje się na otwartym w 1697 Trinity Church Cemetery w Nowym Jorku. Po rozszyfrowaniu jest na nim napisane „memento mori”, czyli „pamiętaj o śmierci”. Później, bo w czasach wojny o niepodległość Stanów Zjednoczonych armia Jerzego Waszyngtona dysponowała systemem pigpen o bardzo losowym układzie. Z kolei w czasie wojny secesyjnej szyfru masońskiego używali żołnierze Unii więzieni przez konfederatów.

## W kulturze masowej
- Pigpen w wersji używanej przez templariuszy został użyty w krótkometrażowym filmie zatytułowanym 11B-X-1371, zamieszczonym w maju 2015 na kanale YouTube przez nieznanego twórcę i nakręconym w opuszczonym Zakładzie dla Nerwowo i Psychicznie Chorych Żydów „Zofiówka” w Otwocku. Również na ścianie, na tle której kręcono film, za pomocą graffiti wypisany został symbol szyfru z literą „A”.
- W grze Assassin’s Creed II wariant pigpenu został użyty w celu dostarczenia graczowi dodatkowych informacji na temat fabuły. Jest tam wykorzystywany obok alfabetu Morse’a oraz kodu binarnego.
- W grze przeznaczonej dla dzieci Club Penguin został użyty zmodyfikowany szyfr masoński.
- Na początku teledysku do utworu „In the End” zespołu Linkin Park, brama z której wyłania się Chester Bennington jest zapisana symbolami pigpenu.
- W serii powieści przygodowych 39 wskazówek pigpen jest elementem wielu zagadek.
- Szyfr masoński znalazł zastosowanie w wielu książkach Dana Browna. Między innymi w powieści zatytułowanej Zaginiony symbol[5].